# Brasilotyphlus braziliensis
Brasilotyphlus braziliensis és una espècie d'amfibis gimnofions de la família Caeciliidae. És monotípica del gènere Brasilotyphlus. És endèmica del Brasil. El seu hàbitat natural inclou boscos secs tropicals o subtropicals. Està amenaçada d'extinció per la pèrdua del seu hàbitat natural.